# Golgota (obraz Nikołaja Gaya)
Golgota (ros. Голгофа) – obraz olejny Nikołaja Gaya, namalowany w 1892 roku.

## Okoliczności powstania
W ostatnich latach przed swoją śmiercią, na przełomie lat 80. i 90. XIX wieku Nikołaj Gay wykonał cykl dzieł zainspirowanych treścią Nowego Testamentu, wśród których zawarł mniejszą serię obrazów przedstawiających mękę i śmierć Chrystusa. Jednym z głównych dzieł w tej grupie była Golgota. Gay celowo zrezygnował z ukazania samego momentu śmierci Chrystusa na krzyżu, by skupić się na przedstawieniu jego uczuć w chwili poprzedzającej ukrzyżowanie.

## Opis
Kompozycja obrazu jest centralna; koncentruje się wokół grupy skazanych na śmierć – Jezusa oraz dwóch złoczyńców. Chrystus, ubrany w szkarłatną szatę, obejmuje dłońmi swoją twarz, zamyka oczy, jego postać wyraża ogromne cierpienie i ból. Stojący po jego obydwu stronach atletycznie zbudowani złoczyńcy, zwłaszcza namalowany po lewej stronie Jezusa, zostali ukazani w stanie przerażenia czekającym ich losem. Malarz kontrastuje ich strach przed poniesieniem kary za swoje czyny z przerażeniem Chrystusa – bezsilnym cierpieniem człowieka w obliczu niesprawiedliwego zła. Za postaciami skazańców malarz umieścił postać rzymskiego żołnierza z włócznią; noga i ręka innego oprawcy są widoczne po lewej stronie obrazu – wskazuje on miejsce, do którego żołnierz ma doprowadzić skazanych, częściowo zaburzając kompozycję dzieła.